# Episodi di Luthi e Blanc (seconda stagione)
La seconda stagione della serie televisiva Luthi e Blanc è stata trasmessa in anteprima in Svizzera da SF 1 tra il 27 agosto 2000 e il 1º luglio 2001.
| nº | Titolo originale        | Titolo italiano | Prima TV Svizzera | Prima TV Italia |
| -- | ----------------------- | --------------- | ----------------- | --------------- |
| 1  | Der neue Boss           |                 | 27 agosto 2000    |                 |
| 2  | Verführungskünste       |                 | 3 settembre 2000  |                 |
| 3  | Julia hat genug         |                 | 10 settembre 2000 |                 |
| 4  | Männerspiele            |                 | 17 settembre 2000 |                 |
| 5  | Johannas Rache          |                 | 24 settembre 2000 |                 |
| 6  | Doppelspiel             |                 | 1º ottobre 2000   |                 |
| 7  | Unsterbliche Liebe      |                 | 8 ottobre 2000    |                 |
| 8  | Katzenjammer            |                 | 15 ottobre 2000   |                 |
| 9  | Goldrausch              |                 | 22 ottobre 2000   |                 |
| 10 | Baby Blues              |                 | 29 ottobre 2000   |                 |
| 11 | Kuppelei                |                 | 5 novembre 2000   |                 |
| 12 | Liebesqualen            |                 | 12 novembre 2000  |                 |
| 13 | Sabotage                |                 | 19 novembre 2000  |                 |
| 14 | Der Verdacht            |                 | 26 novembre 2000  |                 |
| 15 | Auf der Flucht          |                 | 3 dicembre 2000   |                 |
| 16 | Herzflattern            |                 | 10 dicembre 2000  |                 |
| 17 | Unbefleckte Empfängnis  |                 | 17 dicembre 2000  |                 |
| 18 | Vergeben und vergessen  |                 | 7 gennaio 2001    |                 |
| 19 | Die Nacht               |                 | 14 gennaio 2000   |                 |
| 20 | Schuldgefühle           |                 | 21 gennaio 2000   |                 |
| 21 | China ruft              |                 | 28 gennaio 2000   |                 |
| 22 | Warten auf Maja         |                 | 4 febbraio 2001   |                 |
| 23 | Goldener Käfig          |                 | 11 febbraio 2001  |                 |
| 24 | Amors Pfeil             |                 | 18 febbraio 2001  |                 |
| 25 | Hoher Besuch            |                 | 25 febbraio 2001  |                 |
| 26 | Verbotene Liebe         |                 | 4 marzo 2001      |                 |
| 27 | Schweres Geständnis     |                 | 11 marzo 2001     |                 |
| 28 | Wiener Charme           |                 | 18 marzo 2001     |                 |
| 29 | Funkstille              |                 | 25 marzo 2001     |                 |
| 30 | Panik                   |                 | 1º aprile 2001    |                 |
| 31 | Honigmond               |                 | 8 aprile 2001     |                 |
| 32 | Mamma mia               |                 | 15 aprile 2001    |                 |
| 33 | Freund oder Feind?      |                 | 22 aprile 2001    |                 |
| 34 | In der Falle            |                 | 29 aprile 2001    |                 |
| 35 | Hahnenkämpfe            |                 | 6 maggio 2001     |                 |
| 36 | Der fröhliche Büßer     |                 | 13 maggio 2001    |                 |
| 37 | Der eingebildete Kranke |                 | 20 maggio 2001    |                 |
| 38 | Die letzte Chance       |                 | 27 maggio 2001    |                 |
| 39 | Vollkommen verrückt     |                 | 3 giugno 2001     |                 |
| 40 | Eifersucht              |                 | 10 giugno 2001    |                 |
| 41 | Außer Kontrolle         |                 | 17 giugno 2001    |                 |
| 42 | Auf und davon           |                 | 24 giugno 2001    |                 |
| 43 | Auf der Klippe          |                 | 1º luglio 2001    |                 |